# Palicourea gentryi
Palicourea gentryi är en måreväxtart som beskrevs av Charlotte M. Taylor. Palicourea gentryi ingår i släktet Palicourea och familjen måreväxter. IUCN kategoriserar arten globalt som sårbar. Inga underarter finns listade i Catalogue of Life.